# 江苏临海高等级公路
江苏临海高等级公路是一条贯穿连云港、盐城、南通沿海三市的高等级公路，是G228国道的江苏段。公路全长521公里。其中盐城段全线243公里，南通段长165公里，连云港段长113公里。计划于2010年4月28日开工建设，2013年12月4日完工，总投资达158亿元人民币。江苏临海高等级公路紧邻大海，连接连云港、盐城和南通的港口区、城镇和工业产业园区。这条公路也是江苏省建设规模最大、里程最长、技术最复杂的公路。全线为双向四车道一级干线公路标准，且全线预留六车道，局部八车道，设计时速为每小时100公里。